# Pierre-Paul Schweitzer
Pierre-Paul Schweitzer (Straatsburg, 29 mei 1912 - Genève, 2 januari 1994), was een topambtenaar binnen de Franse overheid en gedurende 10 jaar voorzitter van het Internationaal Monetair Fonds (IMF).

## Familie
Schweitzer was een neef van Albert Schweitzer en vader van Renault-baas Louis Schweitzer. Hij was afgestudeerd als advocaat aan de Sorbonne te Parijs. Nadien ging hij werken bij de Franse administratie als financieel expert. Gedurende de Tweede Wereldoorlog was hij krijgsgevangene in het concentratiekamp van Buchenwald in Duitsland.

## IMF
Van 1953 tot 1960 was Schweitzer directeur bij de schatkist en in 1960 werd hij vice-gouverneur van de Nationale Bank van Frankrijk. Nadien leidde hij het IMF van 1963 tot 1973.
Schweitzer eindigde zijn carrière in de privé-sector.